# Valentine Road
Pour plus de détails, voir Fiche technique et Distribution.
Valentine Road est un film documentaire américain écrit et réalisé par Marta Cunningham sorti en 2013. 

## Liminaire
En 2008, Cunningham a lu un article du Southern Poverty Law Center sur le meurtre de Lawrence King, un jeune de 15 ans ouvertement homosexuel. Il a été tué par balle dans sa classe de collège par Brandon McInerney, un camarade de classe de 14 ans.
En enquêtant sur l'affaire, Cunningham s'est sentie obligée de contester ce qu'elle percevait comme une représentation homophobe de King dans les médias grand public. Elle a commencé à assister aux requêtes et aux audiences préalables au procès de McInerney. "Plus elle examinait l'affaire, plus elle découvrait un réseau de complications et de nuances qui n'étaient tout simplement pas entendues équitablement par les médias, sans parler des tribunaux".
S'intégrant dans la ville d'Oxnard, Cunningham a passé cinq ans à développer la confiance avec la communauté et à accumuler plus de 350 heures de séquences. Le résultat fut un documentaire de 89 minutes décrit par le Los Angeles Times comme un film où : "Cunningham tisse magistralement une sorte de courtepointe commémorative cinématographique à King, qui, juste avant sa mort, vivait dans un foyer de groupe/centre de traitement à l'écart de ses parents adoptifs. [...] Des images d'actualités d'archives, des vidéos de surveillance d'école et des rendus de salles d'audience complètent ce rappel puissant et déchirant du garçon audacieux et travesti avec un béguin mal placé qui était trop souvent considéré comme la cause de son propre meurtre".
HBO a diffusé le documentaire au début de leur saison d'automne 2013. En conséquence, Valentine Road a été nommée pour les Emmys dans la catégorie Meilleur documentaire et Meilleur récit de longue durée lors de la 35e édition des News & Documentary Emmy Awards.
USA Today a fait l'éloge du film comme « Hantant, sincère et égalitaire » et a recommandé que « Valentine Road devrait être obligatoirement visionné pour enseigner la tolérance sur les campus des collèges et lycées ».

## Fiche technique
- Titre original :  Valentine Road
- Réalisation : Marta Cunningham
- Scénario : Marta Cunningham
- Photographie : Arlene Nelson
- Montage : Tchavdar Georgiev, Yana Gorskaya
- Musique : Michael Orendy
- Pays de production : États-Unis
- Langue originale : anglais
- Format : couleur
- Genre : documentaire
- Durée : 89 minutes
- Dates de sortie :  
  - États-Unis : 19 janvier 2013 (Festival du film de Sundance)

## Distribution
- James Bing :
- Jeremy Bing :
- Rosalie Black :
- Dawn Boldrin :
- Robyn Bramson :
- Shirley Brown :
- Tracy Carroll :
- Sue Crowley :
- Joy Epstein :
- Maeve Fox :
- Richard Gonzales :
- Donald Hoagland :
- Jeff Kay :
- David Keith :
- Larry King : (images d'archive)
- Karen McElhaney :
- Billy McInerney :
- Brandon McInerney :
- Kendra McInerney :
- Diane Michaels :
- Vicky Murphy :
- Dan Swanson :
- Scott Wippert :